# アザワド独立宣言
アザワド独立宣言（アザワドどくりつせんげん）は、2012年4月6日、マリ共和国北部を実効支配する反政府勢力アザワド解放民族運動(Azawad National Liberation Movement、MNLA)が一方的に行った独立宣言である。アザワド(Azawad)の成立を宣言したが、これは国際的な承認を得られていない。

## 背景
1960年にマリが独立して以降、遊牧民トゥアレグ族は反政府闘争を続けてきた。また、トゥアレグ族はマリのほかニジェールにもいるが、彼らの中にはリビアでカダフィの傭兵として働いていた者が多数いた。こうした者たちが2011年リビア内戦によるカダフィ政権の崩壊によって、高性能の武器とともにマリに流入・帰還した結果、軍事力はさらに強化された。やがてトゥアレグ族は「アザワド解放民族運動」(MNLA)を組織し、2012年1月中旬より新たに独立を求め蜂起。武器や資材が不足する政府軍を相手に戦いを有利に進め、3月22日には政府軍の一部がクーデターを起こすに至った
。

## 独立宣言

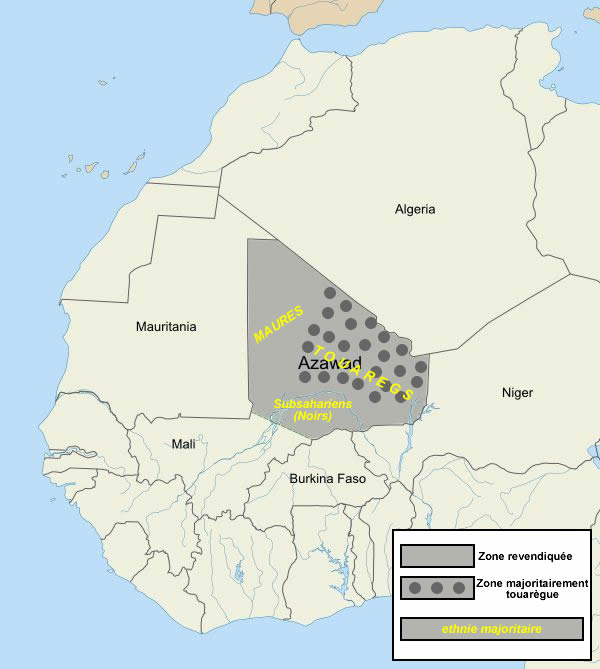
灰色部分がMNLAの主張するアザワドの範囲

4月6日午前、MNLAはウェブサイト上で北部の独立を宣言。1960年のマリ共和国独立にアザワドの意向は反映されていないとし、独立以降幾度となく弾圧されてきたと主張。国際連合憲章第1条と第55条（人民の同権及び自決の原則の尊重）を根拠に、4月6日付のアザワド解放を宣言した。同時に、近隣諸国との国境を尊重し侵略しないこと、また国際連合憲章を遵守することなども付け加えた。

## 独立宣言の反響

### 国内
MNLAの独立宣言を受け、軍事クーデターを起こした反乱軍は対応を迫られる。4月6日、反乱軍と西アフリカ諸国経済共同体(ECOWAS)はマリ共和国に対する外交・経済制裁の解除を条件に実権をディオンクンダ・トラオレ国会議長に移譲することで合意し、4月12日に暫定大統領に就任した。

### 国外
- アフリカ連合 - 独立宣言を認めない立場[7][9]。
- フランス - ジェラール・ロンゲ国防大臣は、MNLAによる独立国家は認めないとコメント[10]。フランス政府は、アフリカ諸国の独立承認がなければ独立宣言は無効との立場[7]。2013年1月11日よりマリ国内で空軍と陸軍による軍事作戦を開始（セルヴァル作戦）。
- 日本 - 外務省は独立宣言を非難するとの談話を発表[11]。
- アメリカ合衆国 - 独立宣言を認めない立場[12]。